# Selección de horseball de España

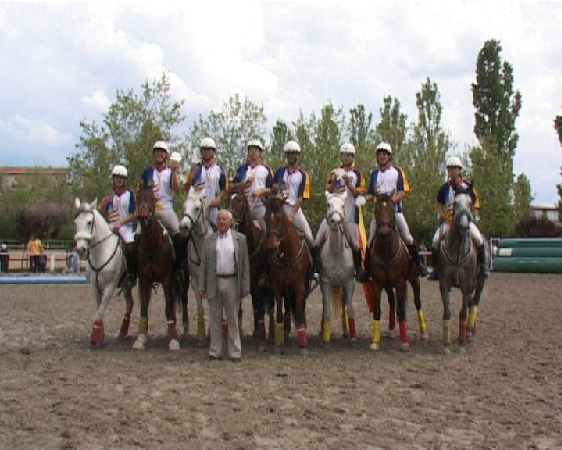
Campeones de España 2007

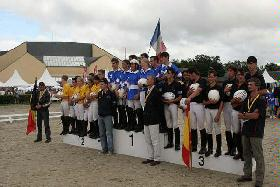
Ganadores del Campeonato de Europa (sub-16) 2006

La selección de España de Horseball es el equipo de horseball formado por jugadores de nacionalidad española que representa a la RFHE en las competiciones oficiales organizadas por la Federación Internacional de Horseball.

## Campeonatos del  Mundo: sénior mixto
- 2008 Ponte de Lima (Portugal) 1) Francia, 2) España, 3) Portugal,
- 2012 Montpellier (Francia) 1) Francia, 2) España, 3) Portugal,

## Campeonatos de Europa: sénior mixto
- 1998 Verona (Italia): España 7.ª posición
- 1999 Wels (Austria): 1) Francia, 2) Portugal, 3) Austria, 4) Bélgica, 5) Alemania, 6) Italia 7) Reino Unido 8) España.
- 2000 Visbaden (Alemania): España 7.ª posición.
- 2001 París (Francia): 1) Francia, 2) Bélgica, 3) Italia, 4) Austria 5) Alemania 6) España 7) Reino Unido 8) Portugal.
- 2002 Beja (Portugal) 1) Francia, 2) Bélgica, 3) Portugal, 4) Reino Unido, 5) Italia, 6) España 7) Alemania 8) Austria.
- 2003 No hubo edición del Campeonato de Europa.
- 2004 Reguengos de Monsaraz (Portugal) 1) Francia, 2) Portugal, 3) Bélgica, 4) España, 5) Italia, 6) Reino Unido, 7) Alemania, 8) Austria.
- 2005 Vermezzo (Italia) 1) Francia, 2) Bélgica, 3) España, 4 Reino Unido, 5) Portugal, 6) Austria, 7) Alemania, 8) Italia.
- 2006 Neuroeteren (Bélgica) 1) Francia, 2) Bélgica, 3) Portugal. España 6.ª posición
- 2007 Saint Lô (Francia) 1) Francia, 2) España, 3) Portugal.
- 2009 Oviedo (España) 1) Francia, 2) España, 3) Bélgica.
- 2011 Montpellier (Francia) 1) Francia, 2) España, 3) Bélgica.
- 2013 Saint Lô (Francia): 1) Francia, 2) España, 3) Portugal.

## Campeonato de Europa Femenino
- 2003 Verona (Italia): sin participación española.
- 2004 Saintes (Francia): 1) Francia, 2) Alemania, 3) Reino Unido, 4) Bélgica, 5) Italia, 6) España.
- 2005 Vermezzo (Italia): 1) Francia, 2) Alemania, 3) Reino Unido, 4) Italia, 5) Portugal, 6) España, 7) Bélgica.
- 2007 Rennes (Francia): 1) Francia, 2) España, 3) Reino Unido, 4) Bélgica, 5) Portugal, 6) Alemania.
- 2008 Ponte de Lima (Portugal): 1) Francia, 2) Inglaterra, 3) España, 4) Bélgica, 5) Portugal.
- 2010 Saint Lô (Francia): 1) Francia, 2) Portugal, 3) España, 4) Bélgica, 5) Inglaterra.
- 2012 Waregem (Bélgica): 1) Francia, 2) Bélgica, 3) Portugal, 4) España, 5) Inglaterra, 6) Holanda.
- 2013 Saint Lô (Francia): 1) Francia, 2) España, 3) Portugal, 4) Bélgica, 5) Inglaterra.

## Campeonato de Europa juvenil
- 2006 Saumur (Francia): 1) Francia, 2) Bélgica, 3) España, 4) Italia, 5) Reino Unido, 6) Portugal, 7) Alemania.
- 2007 Auvers (Francia): 1) Francia, 2) España, 3) Bélgica, 4) Italia, 5) Portugal, 6) Inglaterra.
- 2008 Ponte de Lima (Portugal): 1) España, 2) Francia, 3) Italia, ...
- 2009 St Georges d'Orques (Portugal): 1) España, 2) Francia, 3) Italia, ...
- 2010 Bishop Burton (Inglaterra): 1) Francia, 2) España, 3) Italia, ...
- 2011 Jaskowo (Polonia): 1) Francia, 2) España, 3) Italia, ...
- 2012 Sto Domingo de Raina (Portugal): 1) Francia, 2) España, 3) Portugal, ...
- 2013 Saint Lô (Francia): 1) Francia, 2) España, 3) Portugal, ...
- 2014 Segovia (España): 1) Francia, 2) España, 3) Portugal, ...

- Datos: Q6124036